# Маарду (озеро)
Маарду (раніше Лійваканді, ест. Maardu järv) — озеро на півночі Естонії.

## Географія
Озеро розташоване в повіті Гар'юмаа в південній частині міста Маарду.

## Характеристика
Овальне озеро площею 170 га, глибина до 3,7 м. Озеро знаходиться на висоті 33 м над рівнем моря.
Швидкість потоку є відносно сильною, так як є багато джерел і канав, якими живиться озеро. Повна зміна води відбувається що 2-3 місяці. Вода в озері світло-коричневого до зеленувато-жовтого кольору, низька прозорість (0,3-0,9 м), інколи воно трохи більш прозоре (1,2-1,8 м), добре перемішується і нагрівається.
Озеро швидко замерзає, популярне серед рибалок.

## Історія
Озеро Маарду було природним озером. В 1894 році місцевий поміщик Отто фон Бреверн вирішив осушити озеро та наказав викопати канаву до моря. Ця канава зараз називається Крооді. Озеро було відновлено у 1939 році, коли на струмку побудували дамбу. Озеро стало резервуаром води для фосфоритної фабрики. Сьогодні озеро Маарду має популярність серед рибалок. На північному березі є пляж.